# Pseudanthessius angularis
Pseudanthessius angularis är en kräftdjursart som beskrevs av Humes och Ho 1970. Pseudanthessius angularis ingår i släktet Pseudanthessius och familjen Pseudanthessiidae. Inga underarter finns listade i Catalogue of Life.